# 22870 Rosing
22870 Rosing è un asteroide della fascia principale. Scoperto nel 1999, presenta un'orbita caratterizzata da un semiasse maggiore pari a 2,6894802 UA e da un'eccentricità di 0,1720334, inclinata di 12,80858° rispetto all'eclittica.